# スニア・コト
スニア・コト（Sunia Koto、1980年4月15日 - ）は、フィジーのラグビー選手。

## プロフィール
- フィジー・スバ出身。
- ポジションはフッカー(HO)。
- 身長 174cm、体重 113kg
- フィジー代表キャップは59（2020年7月現在）でラグビーワールドカップ2007・ラグビーワールドカップ2011・ラグビーワールドカップ2015のフィジー代表に選ばれた[1]。

## 略歴
スバ・ハイランダーズ、フィジー・ウォリアーズ、ロンドン・ウェルシュRFC、ナルボンヌを経て、2016年、ASマロンに加入。